# Battlefield (серія ігор)
Battlefield — серія відеоігор жанру тактико-стратегічного шутера від першої особи, розроблена шведською компанією EA Digital Illusions CE і видавана американцями Electronic Arts.
Перша частина — Battlefield 1942 — була випущена в 2002 року і вже тоді отримала широку популярність. На даний момент серія містить 10 виданих ігор, дії яких розгортається в подіях воєн XX століття, воєн сучасності, і далекого майбутнього — війна 2142, де гравцеві належить побувати в ролі бійця як на землі, так і на воді, і в небі. Серія особливо популярна своїм багатокористувацьким режимом, в якому можуть брати участь до 64 гравців, з вибором воюючої сторони, класу бійця з унікальною зброєю, і можливістю управляти технікою. За 10 років існування в ігри серії пограло більше 50 млн чоловік..
8 жовтня 2012 стає відомо, що компанія Happy Madison, що належить Адаму Сендлеру, за сприяння SONY Television займається створенням телевізійного комедійного Action серіалу за мотивами ігор серії Battlefield: Bad Company. Замовником є телеканал FOX..
23 травня 2018 року відбулася офіційна презентація останньої гри серії Battlefield V. Відеогра повинна була вийти 19 жовтня 2018 року, проте дату виходу перенесли на 20 листопада того ж року. Розробники пояснюють це тим, що вони хочуть доробити деякі складові ігрового процесу до офіційного релізу.

## Ігри
| Рік | Рушій         | Назва                                      | Платформи | Платформи | Платформи | Платформи | Платформи | Платформи | Платформи | Платформи |
| --- | ------------- | ------------------------------------------ | --------- | --------- | --------- | --------- | --------- | --------- | --------- | --------- |
| Рік | Рушій         | Назва                                      | Win       | OS X      | PS2       | Xbox      | PS3       | X360      | PS4       | XONE      |
| 2002 | Refractor 1   | Battlefield 1942                           | Так       | Так       | Ні        | Ні        | Ні        | Ні        | Ні        | Ні        |
| 2003 | Refractor 1   | ■ Battlefield 1942: The Road to Rome       | Так       | Так       | Ні        | Ні        | Ні        | Ні        | Ні        | Ні        |
| 2003 | Refractor 1   | ■ Battlefield 1942: Secret Weapons of WWII | Так       | Так       | Ні        | Ні        | Ні        | Ні        | Ні        | Ні        |
| 2004 | Refractor 1   | Battlefield Vietnam                        | Так       | Ні        | Ні        | Ні        | Ні        | Ні        | Ні        | Ні        |
| 2005 | RenderWare    | Battlefield 2: Modern Combat               | Ні        | Ні        | Так       | Так       | Ні        | Так       | Ні        | Ні        |
| 2005 | Refractor 2   | Battlefield 2                              | Так       | Ні        | Ні        | Ні        | Ні        | Ні        | Ні        | Ні        |
| 2005 | Refractor 2   | ■ Battlefield 2: Special Forces            | Так       | Ні        | Ні        | Ні        | Ні        | Ні        | Ні        | Ні        |
| 2006 | Refractor 2   | ■ Battlefield 2: Euro Force                | Так       | Ні        | Ні        | Ні        | Ні        | Ні        | Ні        | Ні        |
| 2006 | Refractor 2   | ■ Battlefield 2: Armored Fury              | Так       | Ні        | Ні        | Ні        | Ні        | Ні        | Ні        | Ні        |
| 2006 | Refractor 2   | Battlefield 2142                           | Так       | Так       | Ні        | Ні        | Ні        | Ні        | Ні        | Ні        |
| 2007 | Refractor 2   | ■ Battlefield 2142: Northern Strike        | Так       | Ні        | Ні        | Ні        | Ні        | Ні        | Ні        | Ні        |
| 2008 | Frostbite 1.0 | Battlefield: Bad Company                   | Ні        | Ні        | Ні        | Ні        | Так       | Так       | Ні        | Ні        |
| 2009 | Refractor 2   | Battlefield Heroes                         | Так       | Ні        | Ні        | Ні        | Ні        | Ні        | Ні        | Ні        |
| 2009 | Frostbite 1.5 | Battlefield 1943                           | Ні        | Ні        | Ні        | Ні        | Так       | Так       | Ні        | Ні        |
| 2010 | Frostbite 1.5 | Battlefield: Bad Company 2                 | Так       | Ні        | Ні        | Ні        | Так       | Так       | Ні        | Ні        |
| 2010 | Frostbite 1.5 | ■ Battlefield: Bad Company 2: Vietnam      | Так       | Ні        | Ні        | Ні        | Так       | Так       | Ні        | Ні        |
| 2010 | Refractor 2   | Battlefield Online                         | Так       | Ні        | Ні        | Ні        | Ні        | Ні        | Ні        | Ні        |
| 2011 | Refractor 2   | Battlefield Play4Free                      | Так       | Ні        | Ні        | Ні        | Ні        | Ні        | Ні        | Ні        |
| 2011 | Frostbite 2   | Battlefield 3                              | Так       | Ні        | Ні        | Ні        | Так       | Так       | Ні        | Ні        |
| 2011 | Frostbite 2   | ■ Battlefield 3: Back to Karkand           | Так       | Ні        | Ні        | Ні        | Так       | Так       | Ні        | Ні        |
| 2012 | Frostbite 2   | ■ Battlefield 3: Close Quarters            | Так       | Ні        | Ні        | Ні        | Так       | Так       | Ні        | Ні        |
| 2012 | Frostbite 2   | ■ Battlefield 3: Armored Kill              | Так       | Ні        | Ні        | Ні        | Так       | Так       | Ні        | Ні        |
| 2012 | Frostbite 2   | ■ Battlefield 3: Aftermath                 | Так       | Ні        | Ні        | Ні        | Так       | Так       | Ні        | Ні        |
| 2013 | Frostbite 2   | ■ Battlefield 3: End Game                  | Так       | Ні        | Ні        | Ні        | Так       | Так       | Ні        | Ні        |
| 2013 | Frostbite 3   | Battlefield 4                              | Так       | Ні        | Ні        | Ні        | Так       | Так       | Так       | Так       |
| 2013 | Frostbite 3   | ■ Battlefield 4: China Rising              | Так       | Ні        | Ні        | Ні        | Так       | Так       | Так       | Так       |
| 2013/2014* | Frostbite 3   | ■ Battlefield 4: Second Assault            | Так       | Ні        | Ні        | Ні        | Так       | Так       | Так       | Так       |
| 2014 | Frostbite 3   | ■ Battlefield 4: Naval Strike              | Так       | Ні        | Ні        | Ні        | Так       | Так       | Так       | Так       |
| 2014 | Frostbite 3   | ■ Battlefield 4: Dragon's Teeth            | Так       | Ні        | Ні        | Ні        | Так       | Так       | Так       | Так       |
| 2014 | Frostbite 3   | ■ Battlefield 4: Final Stand               | Так       | Ні        | Ні        | Ні        | Так       | Так       | Так       | Так       |
| 2015 | Frostbite 3   | ■ Battlefield 4: Weapons Crate             | Так       | Ні        | Ні        | Ні        | Так       | Так       | Так       | Так       |
| 2015 | Frostbite 3   | ■ Battlefield 4: Night Operations          | Так       | Ні        | Ні        | Ні        | Так       | Так       | Так       | Так       |
| 2015 | Frostbite 3   | ■ Battlefield 4: Community Operations      | Так       | Ні        | Ні        | Ні        | Так       | Так       | Так       | Так       |
| 2015 | Frostbite 3   | ■ Battlefield 4: Legacy Operations         | Так       | Ні        | Ні        | Ні        | Ні        | Ні        | Так       | Так       |
| 2015 | Frostbite 3   | Battlefield Hardline                       | Так       | Ні        | Ні        | Ні        | Так       | Так       | Так       | Так       |
| 2015 | Frostbite 3   | ■ Battlefield Hardline: Criminal Activity  | Так       | Ні        | Ні        | Ні        | Так       | Так       | Так       | Так       |
| 2015 | Frostbite 3   | ■ Battlefield Hardline: Robbery            | Так       | Ні        | Ні        | Ні        | Так       | Так       | Так       | Так       |
| 2016 | Frostbite 3   | ■ Battlefield Hardline: Getaway            | Так       | Ні        | Ні        | Ні        | Так       | Так       | Так       | Так       |
| 2016 | Frostbite 3   | ■ Battlefield Hardline: Betrayal           | Так       | Ні        | Ні        | Ні        | Так       | Так       | Так       | Так       |
| 2016 | Frostbite 3   | Battlefield 1                              | Так       | Ні        | Ні        | Ні        | Ні        | Ні        | Так       | Так       |
| 2018 | Frostbite 3   | Battlefield V                              | Так       | Ні        | Ні        | Ні        | Ні        | Ні        | Так       | Так       |
| 2021 |               | Battlefield 2042                           |           |           |           |           |           |           |           |           |
| 2025 |               | Battlefield 6                              |           |           |           |           |           |           |           |           |
| |               |                                            | Win       | OS X      | PS2       | Xbox      | PS3       | X360      | PS4       | XONE      |
| Примітки: ■ Завантажувані доповнення (DLC). - Було випущено для Xbox One в останньому кварталі 2013, для решти платформ в першому 2014. |               |                                            |           |           |           |           |           |           |           |           |

### РушійRefractor Engine

Battlefield 1942

#### Battlefield 1942
У грі є як одиночна гра — кампанія з штучним інтелектом (ІІ), а також мультиплеєрна гра в інтернеті. Кампанія включає в свої сюжетні мережі 16 з найбільш значущих боїв Другої світової війни. За чотири припадає на кожну з існуючих у грі локацій: Північна Африка, Європа, Схід і Тихий океан. Гравцеві належить зануритися в саме серце таких битв, як битва за Харків, взяття Берліна, морські битви в Тихому океані. У грі п'ять сторін: японці, американці, німці, англійці і радянський союз. Кожна з націй має свою унікальну бойову техніку, яка відповідає реальним машин. Як і у попередника, залишилася можливість керувати транспортними засобами, яких ні багато ні мало — 32 одиниці, включаючи літаки та морські судна.
Офіційні доповнення:
- Battlefield 1942: The Road To Rome
- Battlefield 1942: Secret Weapons of WWII

Фанатська модифікація:
- Battlefield 1918
- Battlefield 1941

#### Battlefield: Vietnam
Через два роки Electronic Arts видає другу частину, темою якої є війна. Шутер отримав однойменну назву — «Battlefield Vietnam», в якій гравцям все так само надавалась можливість захоплення і захисту контрольних точок в багатокористувацької грі, і проходження кампанії в одиночному режимі. У сінглплеері гравцеві надається можливість вибору однієї з конфліктуючих сторін — армії США і Північнов'єтнамської армії (англ. NVA - North Vietnam's Army), у яких зброя та засоби пересування відповідають часам В'єтнамського конфлікту.
Офіційні доповнення:
- Battlefield Vietnam: World War II Mod

#### Battlefield 2
У червні 2005 року виходить третя за рахунком частина «Battlefield 2», відмінність якої полягає в процесі гри XXI століття. У грі детально опрацьовано командний режим. Гравцеві належить битися за одну з п'яти сторін: США, Китай, Коаліція країн Середнього Сходу, Євросоюз (патч 1.5) Росія (в додатку «Special Forces»). Широкий асортимент сучасного зброї, 30 видів транспортних засобів та передовий командний режим зробили «Battelfield 2» однією з найкращих ігор в історії мультиплеєра.
Офіційні доповнення:
- Battlefield 2: Special Forces
- Battlefield 2: Euro Forces
- Battlefield 2: Armored Fury

Фанатська модифікація:
- Battlefield 2: Project Reality
- Battlefield 2: Forgotten Hope 2
- Battlefield 2: AIX

Також в Україні був випущений мод Real War, який придбав велику популярність серед шанувальників ігор Battlefield. Цей мод є сумішшю 3 попередніх доповнень (Special Forces, Euro Forces, Armored Fury) і відрізняється хардкорним геймплеєм, аналогом якого є режим реалістичності в третій частині ігрової серії.

#### Battlefield 2142
Дія відбувається в 2142 році, коли на планеті почалося глобальне похолодання, що призвело до льодовикового періоду. Причиною війни виявилися життєво-важливі людині засоби: земля, повітря, їжа. Ворогуючі сторони діляться на дві: Євросоюз «(ЄС)» і Паназійська Коаліція «(ПАК)». Техніка і зброя також різноманітні і в новому столітті. Суть мультиплеєрної гри особливо не відрізняється від попередніх частин. Головна відмінність полягає у створенні нового режиму «Титан» і в присутності смуги рівня, з різними підвищеннями, нагородами та медалями.
Офіційні доповнення:
- Battlefield 2142: Northern Strike

#### Battlefield: Heroes
Багатокористувацький шутер всесвіту «Battlefield» вийшов у 2009 року, особливістю якого є відмітний графічний стиль, прирівняний до «мультфільму». Вибір армії ділиться на дві: Королівська і Національна, між якими стався конфлікт на Олімпійських Іграх, кожна з них зі своїм унікальним набором зброї і техніки. Офіційно випущено 9 карт. Використовувана в грі система Play 4 Free дозволяє безкоштовно завантажити, але і розробникам буде частка — на рекламах і на генерації зовнішнього вигляду персонажа.

#### Battlefield 2: Modern Combat
Версія гри «Battlefield 2» для власників ігрових консолей, значно змінена порівняно з версією для PC — як геймплеєм, так і змістом. За сюжетом, конфлікт стався між НАТО і Китаєм.

#### Battlefield: Play4Free
Мережева комп'ютерна гра в жанрі тактичного шутера, розроблена Digital Illusions CE. Гра розповсюджується по моделі free-to-play.
Гра анонсована в листопаді 2010 року. Дата виходу 30 березня 2011. Як і повідомлялося, класи бійців і озброєння були взяті з Battlefield: Bad Company 2, а карти використовувалися з Battlefield 2. Протиборчими сторонами є США та Росія.

### РушійFrostbite Engine

Battlefield: Bad Company 2

#### Battlefield: Bad Company
Перша гра «Battlefield», що вийшла лише на ігрових консолях Xbox 360 і PlayStation 3. Кампанія, що оповідає про битву чотирьох солдатів, які вбиваючи і руйнуючи все на своєму шляху, добувають золото. Багатокористувацької грі приділено менше уваги, але вона нітрохи не гірше попередників. Також у грі присутня практично повне руйнування оточення і деформація земної покриву.

#### Battlefield: Bad Company 2
Продовження шутера 2008 року, де все ті ж — сержант Редфорд, радист Свитвотер, підривник Хаггард і протагоніст Престон Марлоу продовжують блукати по світу, але вже в благих цілях, захопити секретну зброю, щоб не поставити існування світу під загрозу. Покращена графіка і перероблений геймплей зробили гру яскравою і різноманітною. Повне знищення — важлива частина гри, за це відповідає програмне ядро нового покоління «Frostbite».

#### Battlefield 1943
Вийшла на консолях у 2009 року (а на PC дата релізу намічалася на 2010 рік, але незабаром проект для PC скасували), є продовженням першої частини, дев'ята за рахунком в серії. Одиночна кампанія відсутня, а багатокористувацька гра урізана до 24 гравців, 12 за кожну сторону. Дія відбувається на трьох тихоокеанських островах: Острів Уейк, Острів Гуадалканал і Острів Іводзіма; ворогуючі сторони: Японська імперія і армія США. Гра розповсюджується виключно цифровим шляхом.

#### Battlefield 3
На відміну від попередніх ігор серії, тут кампанія розвивається як розповідь про події очима різних солдатів, з різних сторін спостерігали розвиток основного сюжету. У поєднанні з прекрасною графікою і повним зміною полігональної сітки об'єктів це робить гру Battlefield 3 гідним продовженням серії. Гра використовує якусь подобу соціальної мережі, під назвою «Батллог» (англ. Battlelog). Розробники кажуть, що саме завдяки «Баттлогу» гра менш вимоглива, ніж могла б бути.

#### Battlefield 4
Дія відбувається через 6 років після подій Battlefield 3 в 2020 році. Нам належить грати роль сержанта Деніела Рекера (Daniel Рекер), бійця елітного підрозділу, відомого як група Томбстоун.

#### Battlefield Hardline
Гра, розроблена студією Visceral Games. Тематика гри — протистояння представників закону і кримінальних елементів.